# MIニューヨーク
MIニューヨーク（英: MI New York）は、メジャーリーグクリケット（MLC）所属のプロクリケットチーム。本拠地はアメリカ合衆国のニューヨーク。

## 概要

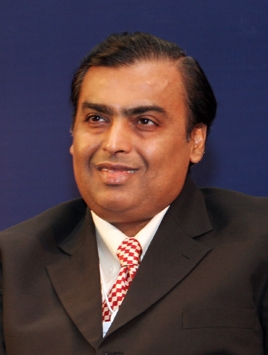
オーナーであるリライアンス・インダストリーズ会長のムケシュ・アンバニ。2024年のフォーブスの調査によると、保有資産は1160億ドル（約17兆円）で世界9位。

2023年に創立。チームはブルックリン区のマリンパークに本拠地を建設することを計画中で、収容人数は10,000人と見込まれている。インドのリライアンス・インダストリーズの子会社であるインディアウィン・スポーツが所有している。開幕シーズンの2023年に初優勝した。

## 成績

### MLC
- 2023年 - 優勝　　　　　　　　（1位）
- 2024年 - 準決勝敗退